# Ковтуняк Микола Артемович
Микола Артемович Ковтуняк (26 січня 1924, Іванівка — 28 червня 2002, Київ) — український науковець-біохімік, педагог. Доктор медичних наук (1970), професор (1970). Дослідник обміну макро- і мікроелементів, його взаємозв'язку із функціональним станом підшлункової і щитоподібної залоз.
Учасник Німецько-радянської війни, капітан медичної служби. Воював у Польщі та Чехословаччині, нагороджений бойовими орденами та медалями. Майже 25 років — професор Чернівецького державного медичного інституту (1966—1989), завідувач кафедр біологічної хімії та медичної хімії. Автор понад 70 наукових робіт.

## Життєпис
Народився 26 січня 1924-го року у селі Іванівка на Хмельниччині.
Протягом року (1944—1945) брав участь у Німецько-радянській війні, воював у Польщі та Чехословаччині, мав звання капітана медичної служби. Нагороджений декількома бойовими орденами та медалями.
З 1945-го по 1947-й рік проходив службу у Червоній армії. У 1953-му році з відзнакою закінчив Станіславський державний медичний інститут. Відтоді ж прийнятий на роботу до університету на посаду асистента кафедри біологічної хімії.
У 1958-му році захистив дисертацію та здобув науковий ступінь кандидата медичних наук, після чого затверджений у вченому званні доцента.
У 1966-му році переїхав до Чернівців, обійняв посаду завідувача кафедри біологічної хімії у Чернівецькому державному медичному інституті. За 13-ть років керівництва Миколи Ковтуняка співробітники кафедри досліджували обмін макро- і мікроелементів, його взаємозв'язок із функціональним станом підшлункової і щитоподібної залоз, біологічну роль мікроелементів у живих організмах, займалися експериментальними дослідженнями.
У 1970-му році здобув науковий ступінь доктора медичних наук, захистивши дисертацію на тему «Обмен макро- и микроэлементов в тканях организма собак после выключения различных отделов желудка». Тоді ж затверджений у вченому званні професора.
З 1979-го року — завідувач кафедри медичної хімії. У 1985-му році залишив посаду завідувача кафедри, залишивши собі обов'язки професора-консультанта.

Могила Миколи Ковтуняка, Байкове кладовище

Автор понад 70 наукових робіт. Науковий керівник та педагог близько 10-ти кандидатів медичних наук, зокрема професорів Миколи Шаплавського, Івана Дищука та Івана Мещишена.
Син — лікар-уролог, завідувач урологічного відділення Олександрівської клінічної лікарні у Києві, заслужений лікар України Олег Ковтуняк (1961—2020).
У 1990-му році вийшов на заслужений відпочинок, продовжуючи консультувати учнів та колег. В останні роки життя проживав у Києві. Помер 28 червня 2002-го року. Похований у колумбарії Байкового кладовища разом із дружиною, поруч розташована окрема могила сина.

## Науковий доробок (частковий)
- 1959 — «Шипшина і її використання» (брошура)
- 1968 — «Содержание микроэлементов меди, кобальта, железа в губчатом веществе костей собак после резекции различных отделов желудка» (стаття)
- 1968 — «Обмен кобальта в организме собак после гастрэктомии и резекции различных отделов желудка» (стаття)
- 1970 — «Влияние гипофункции щитовидной железы на процессы гликогенеза и РНК-азную активность печени» (стаття; у співавторстві)
- 1970 — «Обмен макро- и микроэлементов в тканях организма собак после выключения различных отделов желудка» (дисертація)
- 1970 — «Влияние гипофизэктомии на содержание нуклеиновых кислот и активность нуклеаз в печени белых крыс» (стаття; у співавторстві)
- 1971 — «Влияние тиреоидэктомии на содержание микроэлементов в поджелудочной железе, ее морфогенез и функцию» (стаття; у співавторстві)
- 1971 — «Активность РНК-азы и АТФ-азы печени и содержание электролитов в некоторых тканях в разные возрастные периоды» (стаття; у співавторстві)
- 1971 — «Динамика изменений содержания аскорбиновой кислоты в тканях крыс, подвергнутых гипофизэктомии» (стаття; у співавторстві)
- 1971 — «Роль натрия и калия в биосинтезе белка» (стаття; у співавторстві)
- 1971 — «Показатели окислительно-восстановительных процессов, содержание микроэлементов и нуклеинового обмена в некоторых тканях белых крыс после гипофизэктомии и введения гормонов гипофиза» (стаття; у співавторстві)
- 1971 — «Влияние гипофизэктомии на распределение натрия и калия в тканях и клеточных фракциях печени» (стаття; у співавторстві)
- 1972 — «Аденозинтрифосфатазная активность печени и содержание макро- и микроэлементов в организме белых крыс при экспериментальном гипотиреозе» (стаття; у співавторстві)
- 1972 — «Активность АТФ-азы и РНК-азы в печени и содержание калия и натрия в организме белых крыс при экспериментальном тиреоидном токсикозе» (стаття; у співавторстві)
- 1972 — «Влияние АКТГ и ТТГ на активность АТФазы печени гипофизэктомированых крыс» (стаття; у співавторстві)
- 1972 — «Роль натрия в транспорте аминокислот» (стаття; у співавторстві)
- 1974 — «Процеси гліколізу в печінці тиреоїдектомованих щурів» (стаття; у співавторстві)
- 1974 — «Влияние гипофизэктомии и гормонов гипофиза на распределение натрия и калия в органах и тканях белых крыс» (стаття; у співавторстві)
- 1975 — «Гипофизарная регуляция обмена цинка» (доповідь)
- 1975 — «Влияние СТГ, ТТГ и АКТГ на некоторые процессы обмена меди, натрия и калия в печени гипофизэктомированных крыс» (стаття; у співавторстві)
- 1975 — «Влияние гормонов гипофиза и коры надпочечников на обмен веществ и содержание микроэлементов в тканях» (стаття; у співавторстві)
- 1977 — «Биохимические сдвиги в организме белых крыс, подвергнутых лазерному излучению» (доповідь)
- 1978 — «Біохімічний склад амніотичної рідини в міру розвитку вагітності» (стаття; у співавторстві)
- 1984 — «Влияние декан 1-10-бис (ацетокси N, N-диметил N-дифенил-этил) аммоний дихлорида на обмен веществ у белых крыс» (стаття; у співавторстві)
- 1986 — «Влияние индометацина и вольтарена на обмен веществ» (доповідь)

## Нагороди
- 1945 — орден Вітчизняної війни II ступеня
- 1945 — орден Червоної Зірки
- 1945 — медаль «За перемогу над Німеччиною у Великій Вітчизняній війні 1941—1945 рр.»